# 能動免疫療法
能動免疫療法（のうどうめんえきりょうほう、英: active immunotherapy）は、免疫系全体、もしくは疾患や病原体に対する特異的免疫応答を刺激することを目的とする免疫療法の一種であり、がん治療で最も広く利用されている。また、アルツハイマー病、パーキンソン病、多発性硬化症などの神経変性疾患の治療にも用いられる。能動免疫療法は免疫系を直接刺激することで免疫応答を誘導するのに対し、抗体を直接投与する免疫療法は受動免疫療法（passive immunotherapy）に分類される。能動免疫療法では、治療目的に応じて全体的または特異的な免疫応答の誘導が行われる。
- 非特異的能動免疫療法: サイトカインやその他の細胞シグナル伝達分子を用いて免疫系の全般的な応答を引き起こす[6]。
- 特異的能動免疫療法: がん細胞が発現している特異的抗原に対する細胞性免疫や抗体応答を引き起こす。ワクチンプラットフォーム（vaccine platform）が用いられることが多い[5]。

能動免疫療法は、免疫系を活性化する活性化免疫療法（activation immunotherapy）に分類される。

## 非特異的能動免疫療法
非特異的能動免疫療法は、宿主から悪性の病原体や細胞を全般的に除去することを目的として行われる。この治療は特定の細胞種（がん細胞など）を特異的に標的化するのではなく、免疫系を全般的に刺激する。非特異的アプローチでは、サイトカインなどの免疫賦活剤によって頑強な免疫応答を作り出すことで、最終的に悪性細胞を死滅させることを目的とする。

### BCGワクチン
BCGワクチンは結核菌やその他のマイコバクテリウム、そしてさまざまながんに対して免疫系の賦活薬として用いられる。抗腫瘍免疫効果は、宿主の免疫応答や、腫瘍細胞（膀胱がん細胞が最も一般的）に対するBCGの感染によるものである。免疫の活性化によって、悪性腫瘍細胞の認識や除去が強化される。

## 特異的能動免疫療法
特異的免疫療法は、治療として特異的抗原を投与するものである。この治療によって宿主では、目的の病原体もしくは悪性腫瘍細胞（がん治療の場合）を標的化した抗体の産生や細胞傷害性T細胞（CTL）の応答といった、抗原特異的応答が引き起こされる。

### ワクチン療法
ワクチン療法は、特異的能動免疫療法の一種である。ワクチン療法では、特異的免疫応答（抗体産生やCTL応答など）をもたらすさまざまな因子が投与される。腫瘍抗原は、ワクチン接種による特異的能動免疫療法の主要な標的である。腫瘍抗原は腫瘍細胞によって産生される抗原であり、同じがん種の患者間で共通している場合も、特定の患者に特異的なものである場合もある。こうした腫瘍抗原は悪性腫瘍細胞に特異的であるため、腫瘍抗原はワクチン接種に用いる因子として理想的な候補となる。